# Бабин, Василий Егорович
Василий Егорович Бабин — советский хозяйственный, государственный и политический деятель, Герой Социалистического Труда.

## Биография
Родился в 1925 году в Липецкой области. Член КПСС.
С 1945 года — на хозяйственной, общественной и политической работе. В 1945—1985 гг. — помощник машиниста, машинист, машинист-инструктор локомотивного депо Ожерелье Московской железной дороги.
Указом Президиума Верховного Совета СССР от 4 августа 1966 года за выдающиеся успехи, достигнутые в выполнении заданий семилетнего плана перевозок, развитии и технической реконструкции железных дорог, присвоено звание Героя Социалистического Труда с вручением ордена Ленина и золотой медали «Серп и Молот».
Делегат XXIV съезда КПСС.
Умер в Кашире после 1991 года.